# Need to Believe (album)
| Recensione | Giudizio |
| ---------- | -------- |
| AllMusic   |          |

Need to Believe è il nono album in studio della rock band svizzera Gotthard, pubblicato nel settembre del 2009 dalla Nuclear Blast. L'uscita è stata anticipata dalla title track in Svizzera e dal singolo  Shangri-la nel resto del mondo, entrambi pubblicati nell'agosto dello stesso anno.
L'album è stato prodotto dal canadese Richard Chycki, già collaboratore di gruppi come Rush, Dream Theater, Def Leppard e altri. Si tratta dell'ultimo album in studio registrato dalla band con il cantante Steve Lee, che perderà tragicamente la vita in un incidente stradale in Nevada il 5 ottobre 2010.
La canzone Unconditional Faith è stata scelta come colonna sonora dal regista tedesco Uwe Boll per il suo film Max Schmeling, dedicato all'omonimo pugile tedesco divenuto particolarmente famoso per il coraggio delle sue critiche verso Adolf Hitler e il movimento nazista in pieno regime di terrore. Uwe Boll ha per l'occasione anche diretto il video musicale della canzone, in cui si vede la band eseguire il brano dentro a un ring, alternata ad alcuni momenti della pellicola. Il film è uscito nelle sale il 7 ottobre del 2010.
Il 9 gennaio 2010 la band si è esibita agli Swiss Music Awards con il brano Don't Let Me Down e ha ricevuto una piacevole sorpresa: il primo disco di platino di quest'album.

## Titolo del disco
In un'intervista successiva alla pubblicazione, Steve Lee ha cercato di spiegare i motivi di un titolo come quello di questo disco, affermando:

## Tracce
1. Shangri-la – 4:06 (Steve Lee, Marc Lynn, Fredrik Thomander, Anders Wikström)
2. Unspoken Words – 4:16 (Lee, Leo Leoni, Freddy Scherer)
3. Need to Believe – 3:57 (Lee, Leoni)
4. Unconditional Faith – 3:36 (Lee, Leoni, Scherer, Richard Chycki)
5. I Don't Mind – 3:14 (Lee, Leoni, Scherer)
6. Break Away – 3:58 (Lee, Leoni, Sheri Pedigo)
7. Don't Let Me Down – 4:16 (Lee, Leoni)
8. Right from Wrong – 3:41 (Lee, Leoni, Scherer)
9. I Know, You Know – 5:17 (Lee, Leoni, Scherer)
10. Rebel Soul – 3:26 (Lee, Leoni, Scherer, Chycki)
11. Tears to Cry – 4:21 (Lee, Nicolò Fragile)
12. Ain't Enough – 4:16 (Lee, Leoni, Scherer) – Traccia bonus
13. Speed of Light – 3:21 (Lee, Leoni, Scherer) – Traccia bonus della versione asiatica

## Formazione
- Steve Lee – voce
- Leo Leoni – chitarre
- Freddy Scherer – chitarre
- Marc Lynn –  basso
- Hena Habegger –  batteria

### Altri musicisti
- Nicolò Fragile – tastiere

### Produzione
- Richard Chycki – produzione e missaggio
- Andy VanDette – mastering
- Leo Leoni e Aaron Murray – registrazioni addizionali
- Aaron Murray – montaggio digitale

## Classifiche
| Classifica (2009) | Posizione massima |
| ----------------- | ----------------- |
| Austria           | 28                |
| Francia           | 121               |
| Germania          | 8                 |
| Giappone          | 57                |
| Svezia            | 30                |
| Svizzera          | 1                 |